# Karl Möbius
Karl August Möbius (Eilenburg, 7 febbraio 1825 – Berlino, 26 aprile 1908) è stato uno zoologo tedesco.
Dopo un periodo di insegnamento ad Amburgo, fu nominato professore di zoologia all'Università di Kiel fino al 1888, anno in cui fu ottenne la cattedra di zoologia a Berlino.
Nel 1877 coniò il termine biocenosi per descrivere la specie delle ostriche che stava studiando.
Nel 1863 fondò un acquario ad Amburgo.
Fu membro della Società zoologica di Londra dal 1882.